# Regione di Stikine
La regione di Stikine è la regione più nord-occidentale della provincia canadese della Columbia Britannica e l'unica area della provincia a non essere entro un distretto regionale. Il censimento del 2006 vennero contate 1.109 persone, comprese 282 persone nelle First Nations (stima del 2004).
Ha una superficie di 132.496,2 km². Con meno di 1 persona ogni 100 km², questa regione è la meno densamente popolata della Columbia Britannica e di tutte le divisioni censuarie del Canada.
Il termine Regione di Stikine non deve essere confuso con i termini Territorio di Stikine e Distretto di Stikine, che posseggono tutti significati leggermente diversi.